# Virgen de la Nube
Nuestra Señora de la Nube es una imagen de la Virgen María venerada en el santuario homónimo, situado en la ciudad de Azogues (Ecuador). Está representada sobre una luna, con corona, un ramo en su brazo derecho y, sobre el izquierdo, el Niño Jesús, quien lleva al mundo en sus manos.Le sirve de pedestal la luna, las nubes, el triunfo de María sobre el Islam. A sus pies, se representa arrodillado al obispo Sancho de Andrade y Figueroa.

## Historia

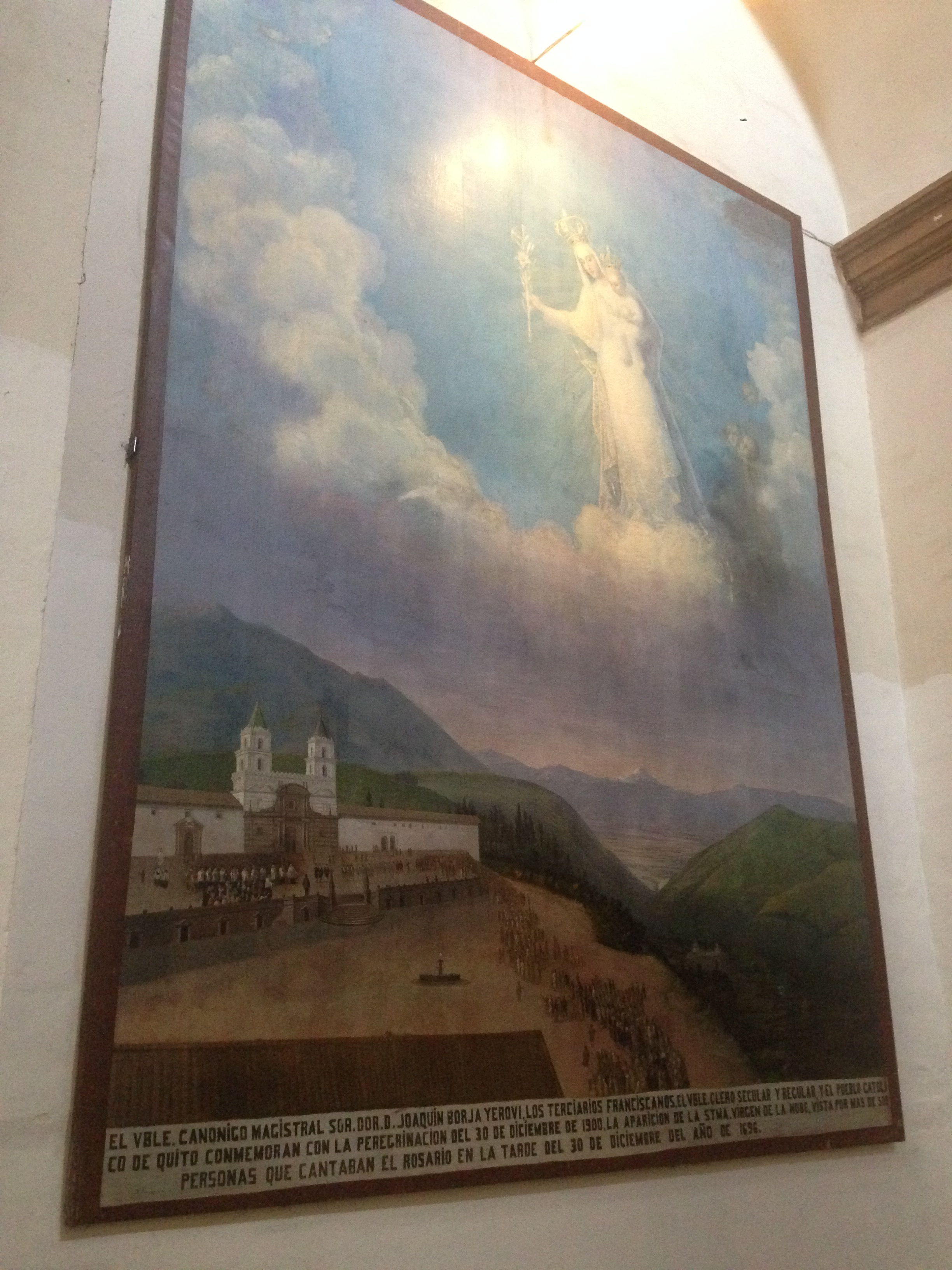
Milagro de la Virgen de la Nube

En 1696, el obispo Sancho de Andrade y Figueroa de Quito estaba enfermo y desahuciado por lo que el pueblo de Guápulo, de gran devoción a la Virgen María, decidió organizar una novena por su salud; una procesión del Rosario que salió camino a la catedral el 30 de diciembre afirmó haber visto una imagen de María formada por las nubes. Se cree que cerca de 500 personas estuvieron presentes en la procesión. El obispo se curó.
A partir de entonces, cada primero de enero miles de creyentes llegan a la ciudad de Azogues para venerar y participar de todos los actos preparados por los franciscanos, custodios del Santuario de la Virgen de la Nube, entre los que se destaca la procesión, que a más de ser un acto de fe, se ha convertido en un atractivo turístico.

## Devoción fuera de Ecuador

### Perú

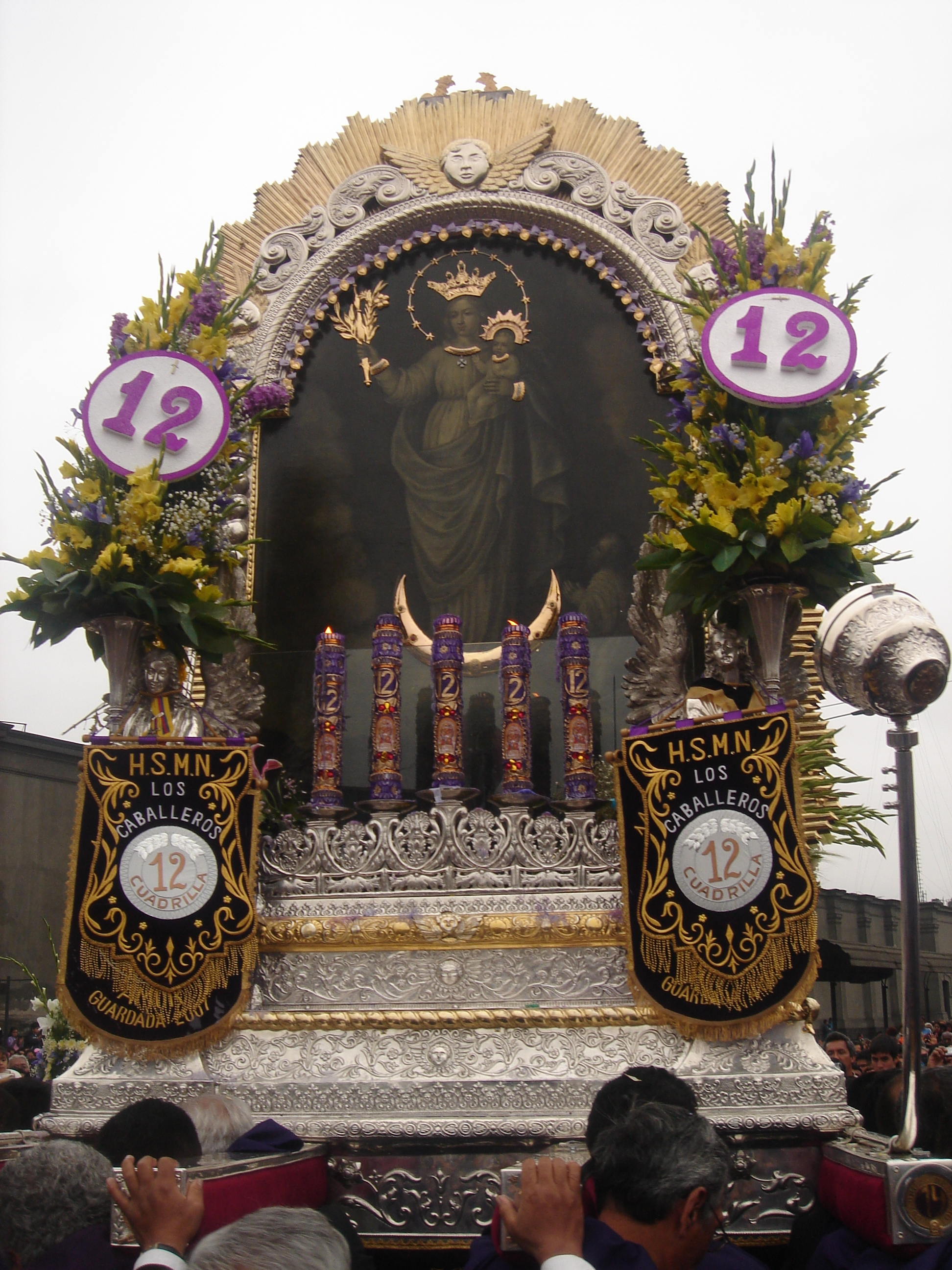
Procesión del Señor de los Milagros, imagen de la Virgen de la Nube.

En el Perú, como un homenaje a la cuna de nacimiento de sor Antonia Lucía del Espíritu Santo, se decidió colocar este lienzo para acompañar al Señor de los Milagros en la parte posterior de las andas sagradas el 20 de octubre de 1747. Ambas salen en procesión multitudinaria en Lima en el mes de octubre. Muestra a sus pies, en posición orante al obispo favorecido de su mano, Sancho de Andrade y Figueroa, y sobre el terreno se observa una pequeña iglesia, que algunos identifican como la parroquia de Guápulo o el santuario de Las Nazarenas.
Si bien la creencia popular ubica a la Virgen de la Nube como un culto de 1800, la Madre Antonia, fundadora del monasterio de Las Nazarenas y ecuatoriana de nacimiento, llevó la devoción a Perú en el siglo XVII:

Y como, según se ha dicho, la fundadora de Nazarenas, R.M. Antonia Lucía de Maldonado, era ecuatoriana, fue ella quien hizo colocar allí a Nuestra Señora de la Nube que hizo su aparición en el Ecuador, patria de la Sierva de Dios.

En esa época circularon también en el Ecuador muchos óleos retratando a esta Virgen y uno de ellos podría haber llegado al Perú.

### Estados Unidos
También hay devoción por la Virgen de la Nube en la ciudad de Nueva York.